# Kleśniska
Kleśniska is een plaats in het Poolse district  Kłobucki, woiwodschap Silezië. De plaats maakt deel uit van de gemeente Lipie en telt 468 inwoners.